# Корнойбург (округ)
Бецирк Корнойбург — округ Австрійської федеральної землі Нижня Австрія. 
Округ поділено на 20 громад:

Міста
1. Корнойбург (11 735)
2. Штоккерау (14 952)

Ярмаркові містечка
1. Ернстбрунн (3008)
2. Гросмугль (1545)
3. Гросрусбах (2034)
4. Гагенбрунн (1791)
5. Гарманнсдорф (3666)
6. Гауслайтен (3344)
7. Лангенцерсдорф (7595)
8. Леобендорф (4630)
9. Нідерголлабрунн (1584)
10. Зірндорф (3381)
11. Шпіллерн (1906)
12. Штеттельдорф-ам-Ваграм (1009)

Сільські громади
1. Бізамберг (4085)
2. Енцерсфельд (1480)
3. Лайтцерсдорф (1196)
4. Русбах (1378)
5. Штеттен (1179)

У ярмарковій громаді Леобендорф стоїть замок Кройцштайн.

## Демографія
Населення округу за роками за даними статистичного бюро Австрії

## Виноски
1. ↑  Statistik Austria. Архів оригіналу за 2 травня 2015. Процитовано 27 червня 2013.

| Австрія | Це незавершена стаття з географії Австрії. Ви можете допомогти проєкту, виправивши або дописавши її. |